# ویلیام اچ. رینولدز
ویلیام اچ. رینولدز (انگلیسی: William H. Reynolds; ۱۴ ژوئن ۱۹۱۰ – ۱۶ ژوئیهٔ ۱۹۹۷) تدوین‌گر اهل ایالات متحده آمریکا بود. وی دو بار برنده جایزه اسکار شده بود.

## بخشی از فیلمشناسی
- الجزایر (۱۹۳۸)
- به اصطبل بیا (۱۹۴۹)
- روزی که دنیا از حرکت ایستاد (۱۹۵۱)
- سه سکه در چشمه (۱۹۵۴)
- دزیره (۱۹۵۴)
- بابا لنگ‌دراز (۱۹۵۵)
- عشق چیز باشکوهی است (۱۹۵۵)
- چرخ و فلک (۱۹۵۶)
- ایستگاه اتوبوس (۱۹۵۶)
- اجبار (۱۹۵۹)
- فنی (۱۹۶۱)
- تاراس بولبا (۱۹۶۲)
- اشک‌ها و لبخندها (۱۹۶۵)
- دانه‌های شن (۱۹۶۶)
- سلام، دالی! (۱۹۶۹)
- امید سفید بزرگ (۱۹۷۰)
- پدرخوانده (۱۹۷۲)
- دو آدم (۱۹۷۳)
- کلاهبرداری (۱۹۷۳)
- نقطه عطف (۱۹۷۷)
- دروازه بهشت (۱۹۸۰)
- نویسنده! نویسنده! (۱۹۸۲)
- ایشتار (۱۹۸۷)
- هم‌سفری (۱۹۹۶)

## مرگ
رینولدز در سن ۸۷ سالگی بر اثر سرطان در پاسادنا، کالیفرنیا درگذشت.